# 蒙特苏马 (科罗拉多州)
蒙特苏马（英語：Montezuma），是美国科罗拉多州萨米特县下属的一座城市。建市于1905年2月24日，面积大约为0.079平方英里（0.205平方公里）。根据2010年美国人口普查，该市有人口65人。2011年估计该市有人口65人，相比2010年人口增长率为0.00%。同时，论人口该市是科罗拉多州第265大城市。